# Полынь болотная
Полынь болотная (лат. Artemisia palustris) — вид однолетних травянистых растений рода Полынь семейства Астровые, или Сложноцветные (Asteraceae).

## Ботаническое описание
Голое (без опушения) зелёное растение с ветвистым стеблем, высотой от 10 см до 0,5 м.
У основания листьев имеются ушки. Листовые пластинки от 2 до 5 см длиной и до 3 см шириной, единожды или дважды перисто-рассечённые, с линейными нитевидными конечными дольками около 2—3 см длиной и от 0,2 до 0,5 мм шириной.
Корзинки имеют шаровидную форму, в диаметре достигают 3 мм, часто собраны в клубочки до 10 штук, из которых образуется метельчатое соцветие. Листочки обёртки голые и глянцевые. Цветоложе голое. Цветки по краям пестичные в количестве около дюжины. Семянки длиной чуть более полумиллиметра, продолговатые, яйцевидной формы.
Типовой экземпляр из Сибири.
Кариотип вне Сибири: 2n = 18.

## Распространение и местообитания
Распространено во многих районах Сибири, произрастает на территории Горного Алтая, в Красноярском крае, Туве, Иркутской области, в Забайкалье и Бурятии. За пределами Сибири встречается в Монголии, в Северных районах Китая и в западных районах Приамурья.
Обычное растение степей и лесостепей, селится на выгонах, на обочинах дорог, заселяет песчаные побережья рек и галечные участки берегов.